# Joseph Schröffer
Joseph Schröffer (ur. 20 lutego 1903 w Ingolstadt, zm. 7 września 1983 w Norymberdze) – niemiecki duchowny katolicki, kardynał, wysoki urzędnik Kurii Rzymskiej.

## Życiorys
Święcenia kapłańskie przyjął 28 października 1928 roku w Rzymie. Studiował na Papieskim Uniwersytecie Gregoriańskim w Rzymie. W latach 1941–1948 wikariusz generalny diecezji Eichstätt. 23 lipca 1948 roku otrzymał nominację na biskupa Eichstätt, a sakrę biskupią przyjął 21 września 1948 roku w Eichstätt z rąk arcybiskupa Bambergu Josepha Kolb. Brał udział w Soborze Watykańskim II w latach 1962–1965. 17 maja 1967 roku papież Paweł VI mianował go sekretarzem Kongregacji ds. Wychowania Katolickiego i 2 stycznia 1968 roku podniósł go do godności arcybiskupa tytularnego Volturnum. Na konsystorzu 24 maja 1976 roku wyniósł go do godności kardynalskiej z tytułem kardynała-diakona San Saba. Uczestnik obydwu konklawe z 1978 roku, które wybrało Jana Pawła I i Jana Pawła II. Zmarł 7 września 1983 roku w Norymberdze. Pochowano go na cmentarzu w Eichstätt.